# Clima del Minnesota

Mappa del Minnesota con la classificazione dei climi di Köppen.

Il Minnesota ha un clima continentale, con estati calde ed inverni rigidi. La sua posizione nel Midwest settentrionale gli consente di sperimentare alcune delle più svariate condizioni meteorologiche degli Stati Uniti, con ognuna delle quattro stagioni aventi le proprie caratteristiche distintive. Le aree vicine al Lago Superiore nella regione Arrowhead del Minnesota riservano una condizione meteorologica unica rispetto al resto dello stato. L'effetto moderato del Lago Superiore mantiene l'area circostante relativamente più fresca in estate e relativamente più calda in inverno, conferendo a quella regione un intervallo di temperature annuale ridotto. Sulla classificazione dei climi di Köppen, gran parte di un terzo del meridione del Minnesota - grosso modo dalla regione delle Twin Cities verso sud - cade nella calda zona umida del clima continentale (Dfa), mentre due terzi del Nord del Minnesota cadono nella zona climatica della calda estate continentale (Dfb).
L'inverno nel Minnesota è caratterizzato da temperature fredde (sotto lo zero). La neve è la principale forma di precipitazioni invernali, ma durante il periodo invernale sono possibili piogge gelide, nevischio e occasionalmente nebbia. I sistemi di tempesta più comuni includono i Alberta clippers o i Panhandle hooks; alcuni dei quali si trasformano in tormenta. Gli estremi nevosi annuali hanno oscillato da oltre 170 pollici (432 cm) nelle robuste Highlands superiori del North Shore a soli 5 pollici (13 cm) nel Minnesota meridionale. Si sono verificate temperature fino a -60 °F (-51 °C) durante gli inverni del Minnesota. La primavera è un momento di grande transizione nel Minnesota. Le tempeste di neve sono comuni all'inizio della primavera, ma a tarda primavera, quando le temperature iniziano a moderare, lo stato può sperimentare esplosioni di tornado, un rischio che diminuisce ma non cessa durante l'estate e in autunno.
In estate, il caldo e l'umidità predominano nel sud, mentre condizioni calde e meno umide sono generalmente presenti nel nord. Queste condizioni umide danno inizio ad un'attività temporalesca da 30 a 40 giorni all'anno. Le alte temperature estive del Minnesota si aggirano in un range di 80 F (30 °C) nel sud fino ai 70 F (25 °C) nel nord, con temperature fino a 46 °C (46 °C). La stagione di crescita in Minnesota varia da 90 giorni all'anno nella Iron Range fino a 160 giorni nel Minnesota sud-orientale. I tornado sono possibili in Minnesota da marzo a novembre, ma il picco del mese dei tornado è nel mese di giugno, seguito da luglio, maggio e agosto. Lo stato ha una media di 27 tornado all'anno.
Il Minnesota è lo stato più arido del Midwest. Le precipitazioni medie annue in tutto lo stato vanno da circa 35 pollici (890 mm) nel sud-est a 20 pollici (510 mm) nel nord-ovest. Le condizioni atmosferiche autunnali sono in gran parte il contrario di quelle in primavera. La corrente a getto, che tende a indebolirsi in estate, inizia a rafforzarsi, determinando un cambiamento più rapido dei modelli meteorologici e una maggiore variabilità delle temperature. Alla fine di ottobre e novembre questi sistemi di tempeste diventano abbastanza forti da formare grandi tempeste invernali. L'autunno e la primavera sono i periodi più ventosi dell'anno in Minnesota.

## Climatologia generale

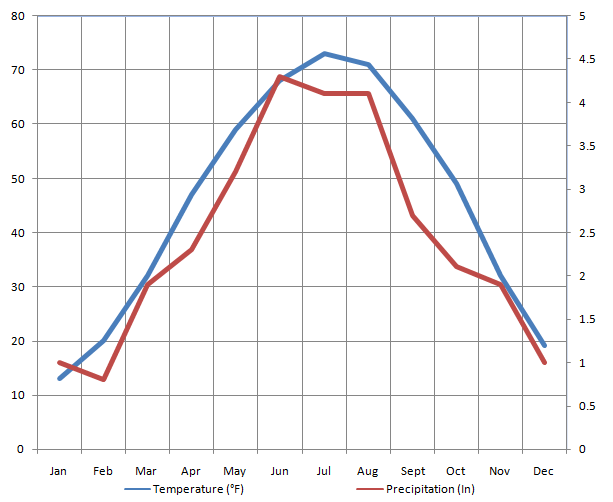
La temperatura media mensile di Minneapolis varia da in Gennaio a in Luglio.

A causa della sua posizione nel Nord America, il Minnesota presenta temperature estreme caratteristiche di un clima continentale, con inverni freddi ed estati miti o calde nel sud e inverni freddi ed estati generalmente fresche nel nord.  Ogni stagione ha modelli caratteristici dell'aria superiore che portano con sé diverse condizioni atmosferiche. Lo stato è a circa 500 miglia (805 km) da qualsiasi grande specchio d'acqua (ad eccezione del Lago Superiore), con le temperature e le precipitazioni che variano notevolmente. È abbastanza lontano a nord per avere temperature di −60 °F (−51 °C) e bufere di neve durante i mesi invernali, ma abbastanza a sud per avere temperature di 114 °F (46 °C) e tornado improvvisi in estate. La variazione di 174 gradi Fahrenheit (97 °C) tra la temperatura massima e minima del Minnesota è l'undicesima più grande variazione di qualsiasi stato degli Stati Uniti e la terza più grande di qualsiasi stato non montuoso (dietro il Dakota del Nord e il Dakota del Sud).
Il Minnesota è lontano dalle principali fonti di umidità e si trova nella zona di transizione tra l'Est molto umido e le Grandi Pianure aride. Le precipitazioni medie annue in tutto lo stato vanno da circa 35 pollici (890 mm) nel sud-est a 20 pollici (510 mm) nel nord-ovest. La neve è la principale forma di precipitazione da novembre a marzo, mentre la pioggia è la più comune durante il resto dell'anno. Le nevicate estreme annuali sono andate da oltre 170 pollici (432 cm) nelle robuste Highlands superiori della North Shore a soli 2,3 pollici (5,8 cm) nel Minnesota meridionale. In Minnesota ha nevicato durante ogni mese a eccezione di luglio, e lo stato ha una media di 110 giorni all'anno con copertura nevosa di 2,5 cm o più.

### Lago Superiore

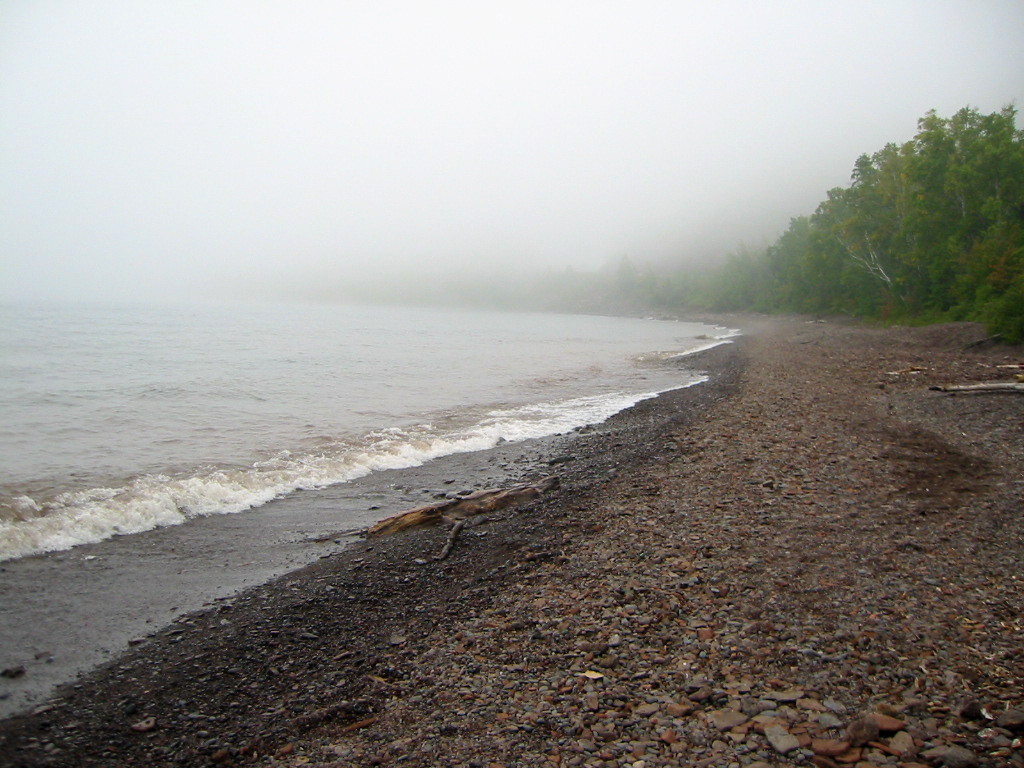
L'aria fredda vicino al Lago Superiore crea frequentemente nebbia vicino alla spiaggia.

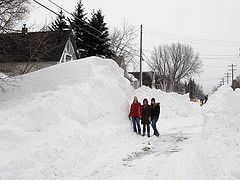
Bufera a Duluth, Marzo 2007

#### Tutte le statistiche per le città selezionate 1981–2010
| Dati sul clima per l'Aeroporto Internazionale di Duluth, Minnesota (normale 1991–2010, estremi 1871–presente) | Dati sul clima per l'Aeroporto Internazionale di Duluth, Minnesota (normale 1991–2010, estremi 1871–presente) | Dati sul clima per l'Aeroporto Internazionale di Duluth, Minnesota (normale 1991–2010, estremi 1871–presente) | Dati sul clima per l'Aeroporto Internazionale di Duluth, Minnesota (normale 1991–2010, estremi 1871–presente) | Dati sul clima per l'Aeroporto Internazionale di Duluth, Minnesota (normale 1991–2010, estremi 1871–presente) | Dati sul clima per l'Aeroporto Internazionale di Duluth, Minnesota (normale 1991–2010, estremi 1871–presente) | Dati sul clima per l'Aeroporto Internazionale di Duluth, Minnesota (normale 1991–2010, estremi 1871–presente) | Dati sul clima per l'Aeroporto Internazionale di Duluth, Minnesota (normale 1991–2010, estremi 1871–presente) | Dati sul clima per l'Aeroporto Internazionale di Duluth, Minnesota (normale 1991–2010, estremi 1871–presente) | Dati sul clima per l'Aeroporto Internazionale di Duluth, Minnesota (normale 1991–2010, estremi 1871–presente) | Dati sul clima per l'Aeroporto Internazionale di Duluth, Minnesota (normale 1991–2010, estremi 1871–presente) | Dati sul clima per l'Aeroporto Internazionale di Duluth, Minnesota (normale 1991–2010, estremi 1871–presente) | Dati sul clima per l'Aeroporto Internazionale di Duluth, Minnesota (normale 1991–2010, estremi 1871–presente) | Dati sul clima per l'Aeroporto Internazionale di Duluth, Minnesota (normale 1991–2010, estremi 1871–presente) |
| Mese | Gen | Feb | Mar | Apr | Mag | Giu | Lug | Ago | Set | Ott | Nov | Dic | Anno |
| --- | --- | --- | --- | --- | --- | --- | --- | --- | --- | --- | --- | --- | --- |
| Massima record °F (°C)                                                                                        | 55 (13) | 58 (14) | 81 (27) | 88 (31) | 95 (35) | 97 (36) | 106 (41) | 97 (36) | 95 (35) | 86 (30) | 73 (23) | 56 (13) | 106 (41) |
| Massima media °F (°C)                                                                                         | 38,8 (3,8) | 43,3 (6,3) | 55,0 (12,8)                                                                                                   | 71,9 (22,2)                                                                                                   | 80,9 (27,2)                                                                                                   | 85,4 (29,7)                                                                                                   | 88,7 (31,5)                                                                                                   | 86,7 (30,4)                                                                                                   | 81,7 (27,6)                                                                                                   | 72,4 (22,4)                                                                                                   | 54,7 (12,6)                                                                                                   | 39,5 (4,2) | 90,2 (32,3)                                                                                                   |
| Media alta °F (°C)                                                                                            | 18,9 (−7,3)                                                                                                   | 24,0 (−4,4)                                                                                                   | 34,4 (1,3) | 49,2 (9,6) | 62,2 (16,8)                                                                                                   | 70,8 (21,6)                                                                                                   | 76,3 (24,6)                                                                                                   | 74,3 (23,5)                                                                                                   | 65,0 (18,3)                                                                                                   | 51,5 (10,8)                                                                                                   | 35,6 (2,0) | 22,3 (−5,4)                                                                                                   | 48,7 (9,3) |
| Media bassa °F (°C)                                                                                           | 1,5 (−16,9)                                                                                                   | 6,1 (−14,4)                                                                                                   | 17,5 (−8,1)                                                                                                   | 30,0 (−1,1)                                                                                                   | 40,6 (4,8) | 49,3 (9,6) | 55,4 (13,0)                                                                                                   | 54,4 (12,4)                                                                                                   | 46,1 (7,8) | 34,8 (1,6) | 21,9 (−5,6)                                                                                                   | 7,3 (−13,7)                                                                                                   | 30,4 (−0,9)                                                                                                   |
| Minima media °F (°C)                                                                                          | −23,2 (−30,7)                                                                                                 | −19,4 (−28,6)                                                                                                 | −8 (−22) | 13,9 (−10,1)                                                                                                  | 27,8 (−2,3)                                                                                                   | 36,6 (2,6) | 43,2 (6,2) | 42,1 (5,6) | 30,9 (−0,6)                                                                                                   | 20,6 (−6,3)                                                                                                   | 2,1 (−16,6)                                                                                                   | −16,7 (−27,1)                                                                                                 | −26,1 (−32,3)                                                                                                 |
| Minima record °F (°C)                                                                                         | −41 (−41) | −39 (−39) | −29 (−34) | −5 (−21) | 16 (−9) | 27 (−3) | 35 (2) | 32 (0) | 23 (−5) | 6 (−14) | −29 (−34) | −35 (−37) | −41 (−41) |
| Precipitazione media in pollici (mm)                                                                          | 0,96 (24) | 0,81 (21) | 1,49 (38) | 2,43 (62) | 3,23 (82) | 4,23 (107) | 3,85 (98) | 3,70 (94) | 4,11 (104) | 2,85 (72) | 2,09 (53) | 1,21 (31) | 30,96 (786)                                                                                                   |
| Nevicata media in pollici (cm)                                                                                | 19,4 (49) | 12,4 (31) | 13,2 (34) | 6,9 (18) | 0,4 (1,0) | 0 (0) | 0 (0) | 0 (0) | 0,1 (0,25) | 2,3 (5,8) | 1,.7 (35) | 17,7 (45) | 86,1 (219) |
| Precipitazioni medie in giorni (≥ 0.01 in)                                                                    | 10,3 | 8,5 | 9,7 | 10,6 | 12,3 | 12,6 | 11,8 | 10,8 | 12,3 | 11,3 | 10,7 | 10,5 | 131,4 |
| Nevicate medie in giorni (≥ 0.1 in)                                                                           | 12,9 | 10,1 | 8,7 | 4,6 | 0,5 | 0 | 0 | 0 | 0,1 | 2,0 | 8,9 | 12,8 | 60,6 |
| Umidità relativa media (%)                                                                                    | 72,0 | 69,8 | 69,3 | 63,6 | 62,7 | 69,5 | 70,9 | 74,5 | 75,7 | 71,4 | 74,9 | 76,3 | 70,9 |
| Eliofania media mensile                                                                                       | 132,7 | 149,7 | 190,7 | 229,5 | 263,5 | 272,8 | 307,5 | 261,8 | 194,0 | 150,4 | 98,5 | 102,3 | 2 353,4 |
| Percentuale di possibile tramonto                                                                             | 47 | 52 | 52 | 56 | 57 | 58 | 64 | 60 | 51 | 44 | 35 | 38 | 53 |
| Fonte: NOAA (umidità relativa e sole 1961–1990)                                                               | | | | | | | | | | | | | |

1. ↑  Massime e minime medie (ossia le temperature massime e minime attese in qualunque momento del periodo considerato) calcolati in base ai dati locali dal 1991 al 2010.
2. ↑  I registri ufficiali di Duluth sono stati tenuti in città da agosto 1871 a maggio 1941, e a Duluth International da giugno 1941. Per maggiori informazioni vedi  Threaded Station Extremes, su threadex.rcc-acis.org.